# Державні стандарти України

Знак відповідности УкрСЕПРО

Державні стандарти України (ДСТУ) — стандарти, розроблені відповідно до чинного законодавства України, що встановлюють для загального і багаторазового застосування правила, загальні принципи або характеристики, які стосуються діяльности чи її результатів, з метою досягнення оптимального ступеня впорядкованости, розроблені на основі консенсусу та затверджені уповноваженим органом. Стандарти ДСТУ існують з 1993 року.
Станом на жовтень 2014 фонд національних стандартів в Україні становить 27,5 тис. документів, 7489 з яких гармонізовані з міжнародними та європейськими. Протягом 2014 прийнято 175 національних нормативних документів, з яких 115 гармонізовані з міжнародними та європейськими, підготовлено до затвердження 350 проектів стандартів.

## Основні положення
Згідно із Законом України «Про стандартизацію» це Положення стосується національних стандартів, кодексів усталеної практики, класифікаторів, каталогів, а також міждержавних нормативних документів. Відповідно до Декрету КМУ «Про стандартизацію і сертифікацію» до державних стандартів України прирівнюються державні класифікатори техніко-економічної та соціальної інформації.
Державні стандарти України розробляються на організаційно-методичні та загальнотехнічні об'єкти, а саме:
- організація проведення робіт зі стандартизації, науково-технічна термінологія, класифікація і кодування техніко-економічної та соціальної інформації, технічна документація, інформаційні технології, організація робіт з метрології, певні довідкові дані про властивості матеріалів і речовин;
- вироби загальномашинобудівного застосування (вальниці, інструмент, деталі кріплення тощо);
- складові елементи народногосподарських об'єктів державного значення (банківсько-фінансова система, транспорт, зв'язок, енергосистема, охорона навколишнього природного середовища, оборона тощо);
- продукцію міжгалузевого призначення;
- продукцію для населення та народного господарства;
- методи випробувань.

Державні стандарти України містять обов'язкові та рекомендовані вимоги.
До обов'язкових належать:
- вимоги, що забезпечують безпеку продукції для  життя, здоров'я і майна громадян, її сумісність і взаємозамінність, охорону навколишнього природного середовища, і вимоги до методів випробувань цих показників;
- вимоги техніки безпеки й гігієни праці з посиланням на відповідні санітарні норми та правила;
- метрологічні норми, правила, вимоги та положення, що забезпечують певність і єдність вимірювань;
- положення, що забезпечують технічну єдність під час розроблення, виготовлення, експлуатації (застосування) продукції;
- поняття і терміни, що використовуються у сфері поводження з відходами, вимоги до класифікації відходів та їх паспортизації;
- способи визначення складу відходів та їх небезпечності, методи контролю за станом об'єктів поводження з відходами, вимоги щодо безпечного для довкілля та здоров'я людини поводження з відходами, а також вимоги щодо відходів як вторинної сировини.

Обов'язкові вимоги державних стандартів підлягають безумовному виконанню органами державної виконавчої влади, всіма підприємствами, їх об'єднаннями, установами, організаціями та
громадянами — суб'єктами підприємницької діяльності, на діяльність яких поширюється дія стандартів.
Рекомендовані вимоги державних стандартів України підлягають безумовному виконанню, якщо:
- це передбачено чинними актами законодавства;
- ці вимоги включено до договорів на розроблення, виготовлення та постачання продукції;
- виробником (постачальником) продукції зроблено заяву про відповідність продукції цим стандартам.

Державні стандарти України затверджуються центральним органом виконавчої влади з питань технічного регулювання, а державні стандарти в галузі будівництва та промисловості будівельних матеріалів — спеціально уповноваженим центральним органом виконавчої влади з будівництва та архітектури.
Державні стандарти України підлягають державній реєстрації в центральному органі виконавчої влади з питань технічного регулювання і публікуються українською мовою.